# Rilly-sur-Vienne
Rilly-sur-Vienne is een gemeente in het Franse departement Indre-et-Loire (regio Centre-Val de Loire) en telt 452 inwoners (2005). De plaats maakt deel uit van het arrondissement Chinon.

## Geografie
De oppervlakte van Rilly-sur-Vienne bedraagt 13,2 km², de bevolkingsdichtheid is 34,2 inwoners per km².
De onderstaande kaart toont de ligging van Rilly-sur-Vienne met de belangrijkste infrastructuur en aangrenzende gemeenten.

## Demografie
Onderstaande figuur toont het verloop van het inwonertal (bron: INSEE-tellingen).